# Chencho Gyeltshen
Chencho Gyeltshen (Shaba, 10 maggio 1996) è un calciatore bhutanese, attaccante del Lalitpur City. È anche attaccante della nazionale bhutanese.

## Carriera

### Club
Dal 2008 al 2014 ha giocato in patria; nel 2015 gioca nella prima divisione thailandese con il Buriram Utd; dal 2017 gioca in India, in prima divisione.

### Nazionale
Ha esordito in nazionale nel 2011.

## Statistiche

### Presenze e reti nei club
| Stagione                 | Squadra                  | Campionato               | Campionato | Campionato | Coppe nazionali | Coppe nazionali | Coppe nazionali | Coppe continentali | Coppe continentali | Coppe continentali | Altre coppe | Altre coppe | Altre coppe | Totale | Totale |
| Stagione                 | Squadra                  | Comp                     | Pres       | Reti       | Comp            | Pres            | Reti            | Comp               | Pres               | Reti               | Comp        | Pres        | Reti        | Pres   | Reti   |
| ------------------------ | ------------------------ | ------------------------ | ---------- | ---------- | --------------- | --------------- | --------------- | ------------------ | ------------------ | ------------------ | ----------- | ----------- | ----------- | ------ | ------ |
| 2017-2018                | Minerva Punjab           | IL                       | 18         | 7          | SC              | 1               | 0               | -                  | -                  | -                  | -           | -           | -           | 19     | 7      |
| 2017-2018                | Bengaluru                | ISL                      | -          | -          | SC              | -               | -               | AFC Cup            | 0                  | 0                  | -           | -           | -           | 0      | 0      |
| 2018-2019                | Bengaluru                | ISL                      | 9          | 2          | SC              | 0               | 0               | -                  | -                  | -                  | -           | -           | -           | 9      | 2      |
| Totale Bengaluru         | Totale Bengaluru         | Totale Bengaluru         | 9          | 2          |                 | 0               | 0               |                    | 0                  | 0                  |             | -           | -           | 9      | 2      |
| gen.-mag.2019            | NEROCA                   | IL                       | 5          | 2          | SC              | 0               | 0               | -                  | -                  | -                  | -           | -           | -           | 5      | 2      |
| 2020                     | Paro                     | BPL                      | 4          | 3          |                 | -               | -               | AFC Cup            | 4                  | 4                  |             | -           | -           | 8      | 7      |
| 2020-2021                | RoundGlass Punjab        | IL                       | 14         | 7          | -               | -               | -               | -                  | -                  | -                  | -           | -           | -           | 14     | 7      |
| 2021-2022                | Kerala Blasters          | ISL                      | 16+2       | 0          | -               | -               | -               | -                  | -                  | -                  | DC          | 1           | 0           | 19     | 0      |
| ago.2022-gen. 2023       | Paro                     | BPL                      | 16         | 11         | -               | -               | -               | -                  | -                  | -                  |             | -           | -           | 16     | 11     |
| Totale Paro              | Totale Paro              | Totale Paro              | 20         | 14         |                 | 0               | 0               |                    | 4                  | 4                  |             | -           | -           | 24     | 18     |
| gen.-apr. 2023           | RoundGlass Punjab        | IL                       | 12         | 3          | SC              | 0               | 0               | -                  | -                  | -                  | -           | -           | -           | 12     | 3      |
| Totale RoundGlass Punjab | Totale RoundGlass Punjab | Totale RoundGlass Punjab | 26         | 10         |                 | 0               | 0               |                    | -                  | -                  |             | -           | -           | 26     | 10     |
| apr.-ago. 2023           | Machhindra               | AL                       | 0          | 0          | KP              | 0               | 0               | -                  | -                  | -                  | -           | -           | -           | 0      | 0      |
| 2023-2024                | Sriwijaya                | L2                       | 11+6       | 3+3        | -               | -               | -               | -                  | -                  | -                  | -           | -           | -           | 17     | 6      |
| lug.-ago. 2024           | Thimphu City             | BPL                      | 3          | 2          | -               | -               | -               | -                  | -                  | -                  | -           | -           | -           | 3      | 2      |
| ago.-dic. 2024           | Sriwijaya                | L2                       | 11         | 5          | -               | -               | -               | -                  | -                  | -                  | -           | -           | -           | 11     | 5      |
| Totale Sriwijaya         | Totale Sriwijaya         | Totale Sriwijaya         | 28         | 11         |                 | -               | -               |                    | -                  | -                  |             | -           | -           | 28     | 11     |
| dic.2024-feb.2025        | PSKC Cimahi              | L2                       | 8          | 3          | -               | -               | -               | -                  | -                  | -                  | -           | -           | -           | 8      | 3      |
| feb.-giu. 2025           | Lalitpur City            | NSL                      | 0          | 0          | -               | -               | -               | -                  | -                  | -                  | -           | -           | -           | 0      | 0      |
| Totale carriera          | Totale carriera          | Totale carriera          | 135        | 51         |                 | 1               | 0               |                    | 4                  | 4                  |             | 1           | 0           | 141    | 55     |

### Cronologia presenze e reti in nazionale
| Cronologia completa delle presenze e delle reti in nazionale ― Bhutan | Cronologia completa delle presenze e delle reti in nazionale ― Bhutan | Cronologia completa delle presenze e delle reti in nazionale ― Bhutan | Cronologia completa delle presenze e delle reti in nazionale ― Bhutan | Cronologia completa delle presenze e delle reti in nazionale ― Bhutan | Cronologia completa delle presenze e delle reti in nazionale ― Bhutan | Cronologia completa delle presenze e delle reti in nazionale ― Bhutan | Cronologia completa delle presenze e delle reti in nazionale ― Bhutan |
| Data                                                                  | Città                                                                 | In casa                                                               | Risultato                                                             | Ospiti                                                                | Competizione                                                          | Reti                                                                  | Note                                                                  |
| --------------------------------------------------------------------- | --------------------------------------------------------------------- | --------------------------------------------------------------------- | --------------------------------------------------------------------- | --------------------------------------------------------------------- | --------------------------------------------------------------------- | --------------------------------------------------------------------- | --------------------------------------------------------------------- |
| 19-3-2011                                                             | Pokhara                                                               | Nepal                                                                 | 2 – 1                                                                 | Bhutan                                                                | Amichevole                                                            | 1                                                                     |                                                                       |
| 3-12-2011                                                             | Nuova Delhi                                                           | Sri Lanka                                                             | 3 – 0                                                                 | Bhutan                                                                | SAFF Championship 2011 - 1º turno                                     | -                                                                     | 43’                                                                   |
| 5-12-2011                                                             | Nuova Delhi                                                           | India                                                                 | 5 – 0                                                                 | Bhutan                                                                | SAFF Championship 2011 - 1º turno                                     | -                                                                     | 44’ 89’                                                               |
| 7-12-2011                                                             | Nuova Delhi                                                           | Afghanistan                                                           | 8 – 1                                                                 | Bhutan                                                                | SAFF Championship 2011 - 1º turno                                     | 1                                                                     |                                                                       |
| 2-9-2013                                                              | Kathmandu                                                             | Afghanistan                                                           | 3 – 0                                                                 | Bhutan                                                                | SAFF Championship 2013 - 1º turno                                     | -                                                                     | 73’                                                                   |
| 4-9-2013                                                              | Kathmandu                                                             | Bhutan                                                                | 2 – 8                                                                 | Maldive                                                               | SAFF Championship 2013 - 1º turno                                     | 1                                                                     |                                                                       |
| 6-9-2013                                                              | Kathmandu                                                             | Sri Lanka                                                             | 5 – 2                                                                 | Bhutan                                                                | SAFF Championship 2013 - 1º turno                                     | -                                                                     |                                                                       |
| 12-3-2015                                                             | Colombo                                                               | Sri Lanka                                                             | 0 – 1                                                                 | Bhutan                                                                | Qual. Mondiali 2018                                                   | -                                                                     | 41’                                                                   |
| 17-3-2015                                                             | Thimphu                                                               | Bhutan                                                                | 2 – 1                                                                 | Sri Lanka                                                             | Qual. Mondiali 2018                                                   | 2                                                                     | 69’                                                                   |
| 11-6-2015                                                             | Hong Kong                                                             | Hong Kong                                                             | 7 – 0                                                                 | Sri Lanka                                                             | Qual. Mondiali 2018                                                   | -                                                                     |                                                                       |
| 16-6-2015                                                             | Thimphu                                                               | Bhutan                                                                | 0 – 6                                                                 | Cina                                                                  | Qual. Mondiali 2018                                                   | -                                                                     |                                                                       |
| 20-8-2015                                                             | Phnom Penh                                                            | Cambogia                                                              | 2 – 0                                                                 | Bhutan                                                                | Amichevole                                                            | -                                                                     |                                                                       |
| 3-9-2015                                                              | Doha                                                                  | Qatar                                                                 | 15 – 0                                                                | Bhutan                                                                | Qual. Mondiali 2018                                                   | -                                                                     |                                                                       |
| 8-10-2015                                                             | Thimphu                                                               | Bhutan                                                                | 3 – 4                                                                 | Maldive                                                               | Qual. Mondiali 2018                                                   | 1                                                                     |                                                                       |
| 13-10-2015                                                            | Thimphu                                                               | Bhutan                                                                | 0 – 1                                                                 | Hong Kong                                                             | Qual. Mondiali 2018                                                   | -                                                                     |                                                                       |
| 12-11-2015                                                            | Changsha                                                              | Cina                                                                  | 12 – 0                                                                | Bhutan                                                                | Qual. Mondiali 2018                                                   | -                                                                     | Cap.                                                                  |
| 17-11-2015                                                            | Thimphu                                                               | Bhutan                                                                | 0 – 3                                                                 | Qatar                                                                 | Qual. Mondiali 2018                                                   | -                                                                     |                                                                       |
| 24-12-2015                                                            | Kerala                                                                | Maldive                                                               | 3 – 1                                                                 | Bhutan                                                                | SAFF Championship                                                     | -                                                                     |                                                                       |
| 26-12-2015                                                            | Kerala                                                                | Bhutan                                                                | 0 – 3                                                                 | Afghanistan                                                           | SAFF Championship                                                     | -                                                                     |                                                                       |
| 28-12-2015                                                            | Kerala                                                                | Bhutan                                                                | 0 – 3                                                                 | Bangladesh                                                            | SAFF Championship                                                     | -                                                                     |                                                                       |
| 29-3-2016                                                             | Atollo Kaafu                                                          | Maldive                                                               | 4 – 2                                                                 | Bhutan                                                                | Qual. Mondiali 2018                                                   | 1                                                                     | Cap.                                                                  |
| 6-9-2016                                                              | Dacca                                                                 | Bangladesh                                                            | 0 – 0                                                                 | Bhutan                                                                | Qual. Coppa d'Asia 2019                                               | -                                                                     |                                                                       |
| 10-10-2016                                                            | Thimphu                                                               | Bhutan                                                                | 3 – 1                                                                 | Bangladesh                                                            | Qual. Coppa d'Asia 2019                                               | 2                                                                     |                                                                       |
| 28-3-2017                                                             | Mascate                                                               | Oman                                                                  | 14 – 0                                                                | Bhutan                                                                | Qual. Coppa d'Asia 2019                                               | -                                                                     |                                                                       |
| 13-6-2017                                                             | Thimphu                                                               | Bhutan                                                                | 0 – 2                                                                 | Maldive                                                               | Qual. Coppa d'Asia 2019                                               | -                                                                     |                                                                       |
| 5-9-2017                                                              | Thimphu                                                               | Bhutan                                                                | 0 – 2                                                                 | Palestina                                                             | Qual. Coppa d'Asia 2019                                               | -                                                                     |                                                                       |
| 10-10-2017                                                            | Hebron                                                                | Palestina                                                             | 10 – 0                                                                | Bhutan                                                                | Qual. Coppa d'Asia 2019                                               | -                                                                     | Cap.                                                                  |
| 14-11-2017                                                            | Thimphu                                                               | Bhutan                                                                | 2 – 4                                                                 | Oman                                                                  | Qual. Coppa d'Asia 2019                                               | 1                                                                     |                                                                       |
| 27-3-2018                                                             | Atollo Kaafu                                                          | Maldive                                                               | 7 – 0                                                                 | Bhutan                                                                | Qual. Coppa d'Asia 2019                                               | -                                                                     |                                                                       |
| 4-9-2018                                                              | Dacca                                                                 | Bangladesh                                                            | 2 – 0                                                                 | Bhutan                                                                | SAFF Championship                                                     | -                                                                     |                                                                       |
| 6-9-2018                                                              | Dacca                                                                 | Nepal                                                                 | 4 – 0                                                                 | Bhutan                                                                | SAFF Championship                                                     | -                                                                     |                                                                       |
| 8-9-2018                                                              | Dacca                                                                 | Pakistan                                                              | 3 – 0                                                                 | Bhutan                                                                | SAFF Championship                                                     | -                                                                     |                                                                       |
| 6-6-2019                                                              | Thimphu                                                               | Bhutan                                                                | 1 – 0                                                                 | Guam                                                                  | Qual. Mondiali 2022                                                   | -                                                                     |                                                                       |
| 11-6-2019                                                             | Hagåtña                                                               | Guam                                                                  | 5 – 0                                                                 | Bhutan                                                                | Qual. Mondiali 2022                                                   | -                                                                     |                                                                       |
| 29-9-2019                                                             | Dacca                                                                 | Bangladesh                                                            | 4 – 1                                                                 | Bhutan                                                                | Amichevole                                                            | -                                                                     | Cap.                                                                  |
| 3-10-2019                                                             | Dacca                                                                 | Bangladesh                                                            | 2 – 0                                                                 | Bhutan                                                                | Amichevole                                                            | -                                                                     | Cap.                                                                  |
| 25-3-2023                                                             | Katmandu                                                              | Bhutan                                                                | 1 – 2                                                                 | Laos                                                                  | Amichevole                                                            | 1                                                                     | Cap. 86’                                                              |
| 28-3-2023                                                             | Dacca                                                                 | Nepal                                                                 | 2 – 2                                                                 | Bhutan                                                                | Amichevole                                                            | -                                                                     | Cap.                                                                  |
| 22-6-2023                                                             | Bengaluru                                                             | Maldive                                                               | 2 – 0                                                                 | Bhutan                                                                | SAFF Championship 2023 - 1º turno                                     | -                                                                     | 68’                                                                   |
| 25-6-2023                                                             | Bengaluru                                                             | Bhutan                                                                | 1 – 4                                                                 | Libano                                                                | SAFF Championship 2023 - 1º turno                                     | 1                                                                     |                                                                       |
| 28-6-2023                                                             | Bengaluru                                                             | Bhutan                                                                | 1 – 3                                                                 | Bangladesh                                                            | SAFF Championship 2023 - 1º turno                                     | -                                                                     |                                                                       |
| 12-10-2023                                                            | Hong Kong                                                             | Hong Kong                                                             | 4 – 0                                                                 | Bhutan                                                                | Qual. Mondiali 2026                                                   | -                                                                     | Cap. 71’                                                              |
| 17-10-2023                                                            | Thimphu                                                               | Bhutan                                                                | 2 – 0                                                                 | Hong Kong                                                             | Qual. Mondiali 2026                                                   | 1                                                                     | Cap.                                                                  |
| 22-3-2024                                                             | Bangui                                                                | Rep. Centrafricana                                                    | 6 – 0                                                                 | Bhutan                                                                | Amichevole                                                            | -                                                                     | Cap.                                                                  |
| 26-3-2024                                                             | Colombo                                                               | Sri Lanka                                                             | 2 – 0                                                                 | Bhutan                                                                | Amichevole                                                            | -                                                                     | Cap. 82’                                                              |
| Totale                                                                |                                                                       | Presenze (1º posto)                                                   | 45                                                                    |                                                                       | Reti (1º posto)                                                       | 13                                                                    |                                                                       |

## Palmarès

### Club

#### Competizioni nazionali
- Thai League 1: 1

Buriram United: 2015
- Thai FA Cup: 1

Buriram United: 2015
- Thai League Cup: 1

Buriram United: 2015
- I-League: 2

Minerva Punjab: 2017-2018
RoundGlass Punjab: 2022-2023
- Indian Super League: 1

Bengaluru: 2018-2019
- Super Cup (India): 1

Bengaluru: 2018